# Бубона
Бубо́на (лат. Bubona) — персонаж римской религии, которая считается богиней-покровительницей крупного рогатого скота, но её имя встречается только у Аврелия Августина.
Августин дважды упоминает её в «О Граде Божьем»: в первый раз, — насмехаясь над малыми римскими божествами, чьи теонимы соответствуют их функциям, в том числе над Бубоной. Он произвёл её имя от латинского слова bos (бык) (которое во множественном числе, bovis, означает любой крупный рогатый скот, а в дательном падеже, bubus, похоже на «Бубона»), уподобляя в этом смысле Беллоне, Помоне и другим. Это подтверждают и современные исследователи, находя аналогии и в других религиях, например, у галльской богини лошадей Эпоны. Леонард Шмиц в статье Словаря греческих и римских биографий и мифологии (с 1849 года) утверждал, что Бубону в поздние римские времена отождествляли с Эпоной, но все отрывки, на которые он указал, относятся именно к Эпоне. Это мнение попало и в другие издания.
Во второй раз Августин упомянул Бубону среди аналогичных божеств, которые у римлян выполняли специальные функции, тогда как евреям для всего нужен лишь один бог.
Георг Виссова считал, что праздник крупного рогатого скота (ludi boum causa), упомянутый Плинием Старшим, должен был быть посвящён Бубоне, так как тех, кто совершал на нём обряды, называли Bubetii (это слово известно только из Плиния).
В XVIII веке в регулярных парках часто ставили скульптуры классических божеств, подходящих по функции для данной местности: например, Сильвана для рощи. Бубона была одной из тех, кого рекомендовали для «небольших овечьих загонов».